# Christmas List
Christmas List é o décimo primeiro single e o primeiro com uma música natalina da cantora japonesa Ayaka Hirahara. É um cover da música original de David Foster com os arranjos de Yanagiman, Ken Shima. Tem como b-side a versão orquestrada da música mama do seu primeiro album ODYSSEY, agora com os arranjos de Shinohara Keisuke. Teve vendas baixas, cerca de 8,827 cópias em todo Japão.

## Faixas
Faixas do álbum Christimas List:
| N.º | Título                                    | Letras                                         | Música                                | Duração |  |
| 1.  | "Christmas List"                          | David Foster / Linda Thompson / Yumi Yoshimoto | David Foster / Linda Thompson         | 3:48    |  |
| 2.  | "mama ~Orchestra Version~"                | Ayaka Hirahara                                 | Masayuki Sakamoto / Shinohara Keisuke | 5:22    |  |
| 3.  | "Christmas List ~instrumental~"           | -                                              | David Foster / Linda Thompson         | 3:46    |  |
| 4.  | "mama ~Orchestra Version~ ~intsrumental~" | -                                              | Masayuki Sakamoto / Shinohara Keisuke | 5:20    |  |